# ديفيد كلاين (اقتصادي)
ديفيد كلاين (بالعبرية: דוד קליין‏) (و. 1935  م) هو اقتصادي، وشخصية أعمال إسرائيلي.

## التعليم
تعلم في جامعة جورج واشنطن، وتعلم في الجامعة العبرية في القدس.